# Estuna en Västra Eka
Estuna en Västra Eka (Zweeds: Estuna och Västra Eka) is een småort in de gemeente Norrtälje in het landschap Uppland en de provincie Stockholms län in Zweden. Het småort heeft 67 inwoners (2005) en een oppervlakte van 19 hectare. Eigenlijk bestaat het småort uit twee plaatsen: Estuna en Västra Eka. Het småort wordt omringd door zowel landbouwgrond als bos. De stad Norrtälje ligt zo'n vijf kilometer ten zuiden van Estuna en Västra Eka.

## Verkeer en vervoer
Bij de plaats loopt de Riksväg 76.